# Balta setifera
Balta setifera är en kackerlacksart som först beskrevs av Hanitsch 1929.  Balta setifera ingår i släktet Balta och familjen småkackerlackor. Inga underarter finns listade.